# Кёльнский процесс коммунистов

Кёльнский процесс коммунистов

Кёльнский процесс коммунистов (нем. Der Kommunistenprozess zu Köln) — провокационный судебный процесс над деятелями Союза коммунистов, обвинёнными «в заговоре» против прусского государства. Процесс был одним из проявлений реакции, наступившей после поражения Революции 1848—1849 в Германии. 
Процесс проходил в Кёльне с 4 октября по 12 ноября 1852 г. Перед судом предстали 11 деятелей Союза коммунистов. Организаторы процесса — полицейский советник В. Штибер и др. пытались сфабриковать и использовать против обвиняемых различные фальсифицированные материалы. К. Маркс из Лондона фактически руководил защитой, изобличая приёмы обвинения. Правительство добилось вынесения обвинительного приговора Г. Беккеру, Бюргерсу, Ф. Лесснеру, П. Нотюнгу, К. Отто, В. Рейфу, П. Рёзеру; они были приговорены к различным срокам заключения в крепости. Четверых подсудимых — Р. Даниельса, И. Клейна, И. Эрхардта, А. Якоби — суд вынужден был оправдать. Ф. Фрейлиграт избежал ареста, эмигрировав в Лондон.
Первоначально судебный процесс проходил при большом участии общественности, были даже демонстрации в поддержку обвиняемых. Однако, процесс стал конфузом для судебной власти, когда стало очевидным, что суду были представлены сфальсифицированные доказательства.